# Ulica Węgłowa w Krakowie
Ulica Węgłowa – ulica w Krakowie,  w dzielnicy I Stare Miasto, na Kazimierzu, w administracyjnej dzielnicy Stare Miasto. Jest to przecznica ul. Krakowskiej po jej nieparzystej stronie i prowadzi do ul. Augustiańskiej.
Ulica w przeszłości wyznaczała granicę rynku miasta Kazimierza (którego fragment stanowi dzisiejszy Plac Wolnica). W obecnej formie istnieje od XIX wieku. Można tu rozróżnić pięć działek lokacyjnych. Na miejscu trzech dawnych kamienic wybudowano zajazd. Istniał tam żydowski dom modlitwy. Zabudowa po południowej stronie ulicy rozwinęła się później niż po północnej.